# アオダモ
アオダモ（青梻、学名: Fraxinus lanuginosa f. serrata）とはモクセイ科トネリコ属の落葉広葉樹である。別名で、コバノトネリコ、アオタゴともよばれる。樹形の自然な雰囲気を活かして、庭木などの植栽に使われるほか、材の特性を活かしてバットやテニスラケットなどの材料になることでも知られる。

## 名称
和名アオダモの「アオ」の由来は、雨上がりに樹皮が緑青色になること、枝を水に浸けてしばらくくすると水が青を帯びた色になること、高級感を出すために黒墨に加えて青墨を作るための着色剤として利用されたこと、青い染料に利用されたことなど諸説ある。
別名で、コバノトネリコ、アオタゴともよばれる。アオダモの花言葉には、「未来への憧れ」「幸福な日々」がある。

## 分布
日本では沖縄を除く北海道、本州、四国、九州まで、山地に広く分布している。日本国外では、南千島や朝鮮半島にも自生している。野山に自生するほか、北海道では街路樹や公園木などに植樹されることもある。

## 特徴
落葉広葉樹の中高木で、樹高は多くは5メートル (m) ほどだが、樹高が約15 m、太さが50 - 60センチメートル (cm) 程に達するものもある。幹周は株立ちにもなる。樹皮は灰緑色から暗褐色で、枝は灰褐色。成熟した木の樹皮は白味を帯びた滑らかな木肌が特徴で、地衣類が付着し白っぽい斑（まだら）模様ができることが多い。一年枝はやや太くて淡灰褐色をしており、皮目が目立つ。
葉は奇数羽状複葉で長さ10 - 15 cm、3 - 7枚の小葉が対生する。小葉は4 - 10 cmほどの長楕円形で長さ4 - 10 cm、周囲には鋸歯がある。葉色はやや薄い緑色。秋になると黄色く黄葉する。
花期は4月 - 5月。雌雄異株。本年枝の先や葉腋から円錐花序を出して、白い小花を多数つける。花冠は4全裂し、裂片は線形で長さ6 - 7ミリメートル (mm) 。両性花には雌蕊と2本の雄蕊、雄花には雌蕊がなく2本の雄蕊がある。
果期は秋（9 - 10月）で、果実が成熟してピンク色を帯びる。披針形で長さ2 - 3 cm、幅3 - 5 mmほど、膜状の羽根を持つ翼果で、風を利用し遠くまで飛ばす。
冬芽は枝に対生し、卵形で灰褐色をした芽鱗2 - 4枚に包まれており、毛が密生するものと毛が生えていないものがある。頂芽は側芽よりも大きく、よく頂生側芽を伴ってつける。葉痕は半円形や心形で、弧状に並ぶ維管束痕が多数見える。
トネリコとの判別は立木でも木材でも難しいとされる。
- 雄花
- 樹皮
- 翼果
- アオダモの紅葉

## 利用
灰色の樹肌と、まっすぐに伸びる幹と枝のライン、ほのかに明るい緑から感じられる山の雰囲気を活かし、株立ちを選んで住宅の庭木などの植栽に盛んに使われる。日なたから半日陰を好むが、西日を嫌うため、東から南にかけての緑地に使う。生長の速度は遅いほうで、根は深く、土壌は乾燥ぎみで土質を選ばない。北海道中部から九州までの範囲で植栽可能で、植え付けの適期は3月 - 7月と、10 - 11月とされる。施肥は1 - 2月に行い、剪定は12 - 2月、6 - 7月に行う。暑さには強い方だが、雪害で枝が折れることがある。
材は堅くて強く粘りがある特質を生かして、さまざまな用途で使われた。日本では木製のスポーツ用品の材料、とくに野球で使われる木製バットやテニスラケット、競技用スキー板の原料にされる。天秤棒、輪樏（わかんじき）などの器具材や機械材、家具材、箸としても使われる。建築材として床柱などにも使用される。資源の枯渇とともにこれらの用途も減少している。
生木でもよく燃えることから猟師が薪として利用した。
枝や樹皮を水に浸すと、水が藍色の蛍光を発する。この水は染料として使われた。また、アイヌは黥（いれずみ）をするときの消毒に用いた。また、樹皮は民間薬としても利用された。主な成分はクマリン配糖体で消炎解熱作用、止瀉、利尿作用や尿酸を排出する作用があり痛風・結石の治療などの効果があるとされる。

### バットの材

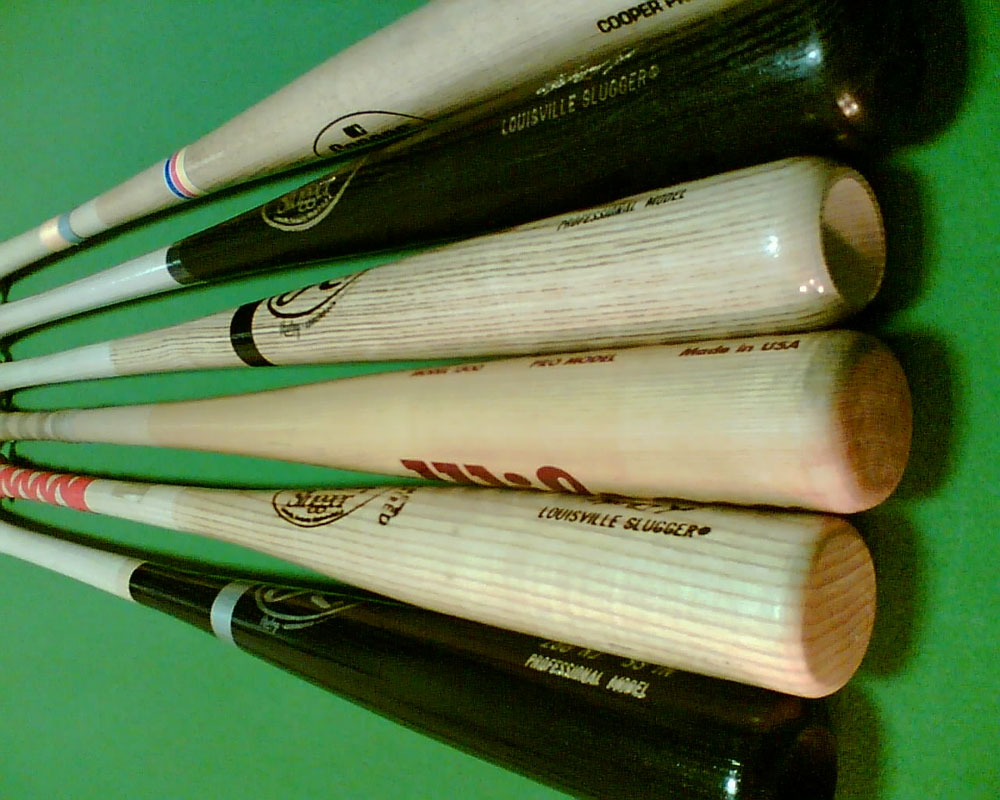
野球の木製バットの高級材として使われる

アオダモ材は耐久性と適度な「しなり」があり、最良のバット材といわれている。通常、アオダモの丸太材からは4本のバットを取ることができる。成長が遅いためバットの素材に加工できるまで数十年かかる。しかし、計画的な植林・伐採が行われてこなかったため、バットに適した高品質な材の確保が困難になっており、輸入材のホワイト・アッシュを利用する割合も大きくなっている。かつてアオダモは日本でバットの素材の主流であったが、2000年代にMLBでバリー・ボンズがメイプル材を使うようになるとメイプル材を使用する選手も多くなりアオダモ材を使用する選手は減少した。しかし、イチローなど粘りのあるアオダモ材のバットを好む選手もいる。アオダモ材のバットはしなりを活かしてボールをバットにのせて運ぶタイプの選手に好まれ、力まかせに叩きつけるような打法の選手は、固いカエデ（メイプル）材のバットを使っているといわれる。
アオダモは群生せず広葉樹林内に点在し、天然アオダモはその数を減らしてほとんど無くなり、人工造林も下火となりバット材に適したアオダモは激減した。2000年には行政、野球関係者、バット生産者が一体となって「アオダモ資源育成の会」が発足、資源を確保するための取り組みが行われている。

## アオダモの仲間
- ヤマトアオダモ（別名：オオトネリコ、F. longicuspis）
- マルバアオダモ（別名：ホソバアオダモ、F. sieboldiana）
- ミヤマアオダモ（別名：コバシジノキ、F. apertisquamifera）